# 语义网堆栈

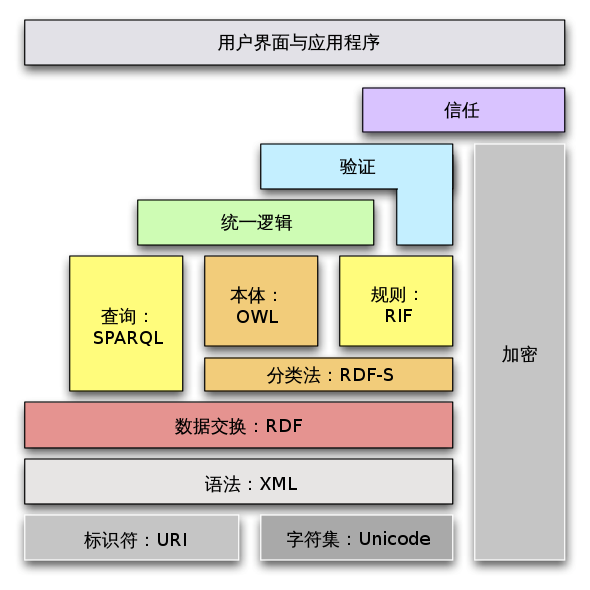
语义网堆栈

语义网堆栈（英語：Semantic Web Stack）或称语义网蛋糕、语义网千层饼（Semantic Web Layer Cake）指语义网的体系架构。

## 概述

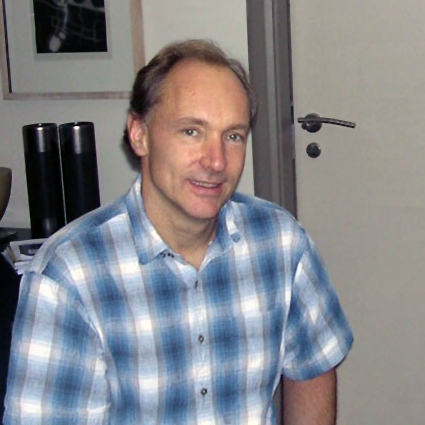
语义网堆栈图的原作者：蒂姆·伯纳斯-李

语义网堆栈利用图示解释是不同层面的语言所构成的层级结构；其中，每一层面都将利用下游层面的能力。该图说明的是针对语义网而加以标准化的种种技术究竟是如何组织起来，从而让语义网变为可能的。同时，该图还说明，语义网究竟是如何成为经典超文本网络的一种扩展，而不是取代者。
语义网堆栈图最初是由Tim Berners-Lee所创建的。目前，随着图中不同层面之间的协调，该堆栈仍在不断地发展演变
。

## 语义网技术
正如语义网堆栈图所示，语义网的创建是采用下列语言或技术来实现的。当前，从堆栈底层向上直至OWL的那些技术已经实现标准化并获得认可，可以用来构建语义网应用程序。不过，究竟对于该堆栈顶层部分会如何加以实现，目前尚不清楚。要获得完整意义上的语义网，则需要实施该堆栈的所有层面。

### 超文本网络技术
堆栈图中的底部层面，包括超文本网络方面众所周知的那些技术以及一些未加改动的技术，奠定了语义网的基础。
- 国际化资源标识符（Internationalized Resource Identifier，IRI），作为URI的泛化形式，提供的是对语义网资源加以唯一标识的手段。为了能够在顶部层面之中实现对于资源的可验证的操作处理，语义网需要唯一性标识机制。
- Unicode旨在采用多种语言来表现和处理文字。语义网也应当在采用不同人类语言的文档之间建立桥梁和纽带，因而语义网应当能够采用Unicode来表现这些多语言文档。
- XML是一种标记语言（置标语言），使得我们能够创建由结构化数据构成的文档。语义网将把含义赋予结构化数据
- XML名称空间提供的是一种利用不同来源之标记（置标）的手段。语义网正是打算将数据联系起来，因而需要在一份文档直至引用更多的原始资料。

### 标准化语义网技术
中间的那些层面包含的是那些W3C已经加以标准化的技术，旨在使语义应用程序得以构建。
- 资源描述框架（Resource Description Framework，RDF）是一种框架，用于采用一种称为三元组的形式来创建声明。RDF使得我们能够采用图形的形式来表达资源的有关信息，因为语义网有时又被称为“巨大全球图”（GGG）。
- RDF Schema（RDF模式，RDFS，RDF-S）旨在为RDF提供基础词表（基本词汇）。例如，采用了RDFS，就有可能创建出由类和属性组成的层级结构。
- 网络本体语言（Web Ontology Language，OWL）通过添加更多用于描述RDF声明之语义的构造（结构），从而对RDFS进行扩展。OWL允许声明额外的约束，如基数、取值的限制，或者可传递性之类有关属性的特征。OWL建立在描述逻辑的基础之上，因而为语义网带来了推理能力。
- SPARQL是一种RDF查询语言。SPARQL可用于查询任何基于RDF的数据（也就是说，包括那些涉及到RDFS和OWL的声明）。要从语义网应用程序那里检索信息，查询语言是不可或缺的要素。

### 尚未实现的语义网技术
顶部层面则包含的是那些目前尚未实现标准化的或者仅仅包含的是为了实现语义网而应当加以实现的想法或概念。
- 规则交换格式（Rule Interchange Format，RIF）或SWRL（英语：Semantic Web Rule Language）将实现对于规则的支持。这一点具有重要意义，比如对于描述那些OWL之中所采用的描述逻辑所无法直接描述的关系来说就是如此。
- 密码学对于确保和验证语义网声明来自于值得信赖的可靠来源方面具有重要意义。借助于RDF声明适当的数字签名，即可实现这一点。
- 对于派生出来的声明的信任将会得到两个方面的支持：(a) 验证前提来自于可信赖的原始资料；(b) 在派生新的信息之时依赖于形式逻辑。
- 用户界面，作为最后的层面，将使人类用户能够使用语义网应用程序。